# Athetis multilinea
Athetis multilinea là một loài bướm đêm trong họ Noctuidae.